# Boxmeer
Boxmeer este o comună și o localitate în provincia Brabantul de Nord, Țările de Jos.

## Localități
Boxmeer, Beugen, Groeningen, Holthees, Maashees, Oeffelt, Overloon, Rijkevoort, Sambeek, Vierlingsbeek, Vortum-Mullem.